# Летісія Ору Мелу
Летісія Ору Мелу (5 жовтня 1997 , Жоінвілль, Санта-Катаріна ) — бразильська легкоатлетка, що спеціалізується на стрибках у довжину, призерка чемпіонату світу.

## Кар'єра
| Рік                  | Змагання                                 | Місце проведення     | Місце                | Дисципліна           | Результат            | Примітки             |
| Представник Бразилія | Представник Бразилія                     | Представник Бразилія | Представник Бразилія | Представник Бразилія | Представник Бразилія | Представник Бразилія |
| -------------------- | ---------------------------------------- | -------------------- | -------------------- | -------------------- | -------------------- | -------------------- |
| 2015                 | Панамериканський чемпіонат серед юніорів | Едмонтон, Канада     | 3                    | стрибки у довжину    | 6.05 м               |                      |
| 2021                 | Чемпіонат Південної Америки              | Гуаякіль, Еквадор    | 1                    | стрибки у довжину    | 6.63 м               |                      |
| 2022                 | Чемпіонат світу                          | Юджин, США           | 3                    | стрибки у довжину    | 6.89 м               | PB                   |